# Ceruraphis
Ceruraphis är ett släkte av insekter som beskrevs av Carl Julius Bernhard Börner 1926. Ceruraphis ingår i familjen långrörsbladlöss.
Kladogram enligt Catalogue of Life och Dyntaxa:
| Ceruraphis | \| \| Ceruraphis eastopi \| \| \| \| \| \| Ceruraphis eriophori \| \| \| \| \| \| Ceruraphis viburnicola \| \| \| \| |
|            | \| \| Ceruraphis eastopi \| \| \| \| \| \| Ceruraphis eriophori \| \| \| \| \| \| Ceruraphis viburnicola \| \| \| \| |
|            | Ceruraphis eastopi                                                                                                   |
|            | |
|            | Ceruraphis eriophori                                                                                                 |
|            | |
|            | Ceruraphis viburnicola                                                                                               |
|            | |